# Carlat
Carlat település Franciaországban, Cantal megyében. Lakosainak száma 390 fő (2022. január 1.). Carlat Badailhac, Cros-de-Ronesque, Labrousse, Saint-Étienne-de-Carlat és Vézac községekkel határos.

## Népesség
A település népességének változása:
| Lakosok száma | 432  | 364  | 306  | 284  | 355  | 353  | 352  | 356  | 367  | 390  |
|               | 1968 | 1982 | 1990 | 2006 | 2013 | 2015 | 2017 | 2019 | 2020 | 2022 |